# James Lassche
James Lassche (Darfield, 31 de agosto de 1989) es un deportista neozelandés que compitió en remo.
Ganó dos medallas de plata en el Campeonato Mundial de Remo, en los años 2010 y 2013. Participó en los Juegos Olímpicos de Río de Janeiro 2016, ocupando el quinto lugar en la prueba de cuatro sin timonel ligero.

## Palmarés internacional
| Campeonato Mundial | Campeonato Mundial        | Campeonato Mundial | Campeonato Mundial        |
| Año                | Lugar                     | Medalla            | Prueba                    |
| ------------------ | ------------------------- | ------------------ | ------------------------- |
| 2010               | Cambridge (Nueva Zelanda) | Medalla de plata   | Dos sin timonel ligero    |
| 2013               | Chungju (Corea del Sur)   | Medalla de plata   | Cuatro sin timonel ligero |